# Rage (Band)

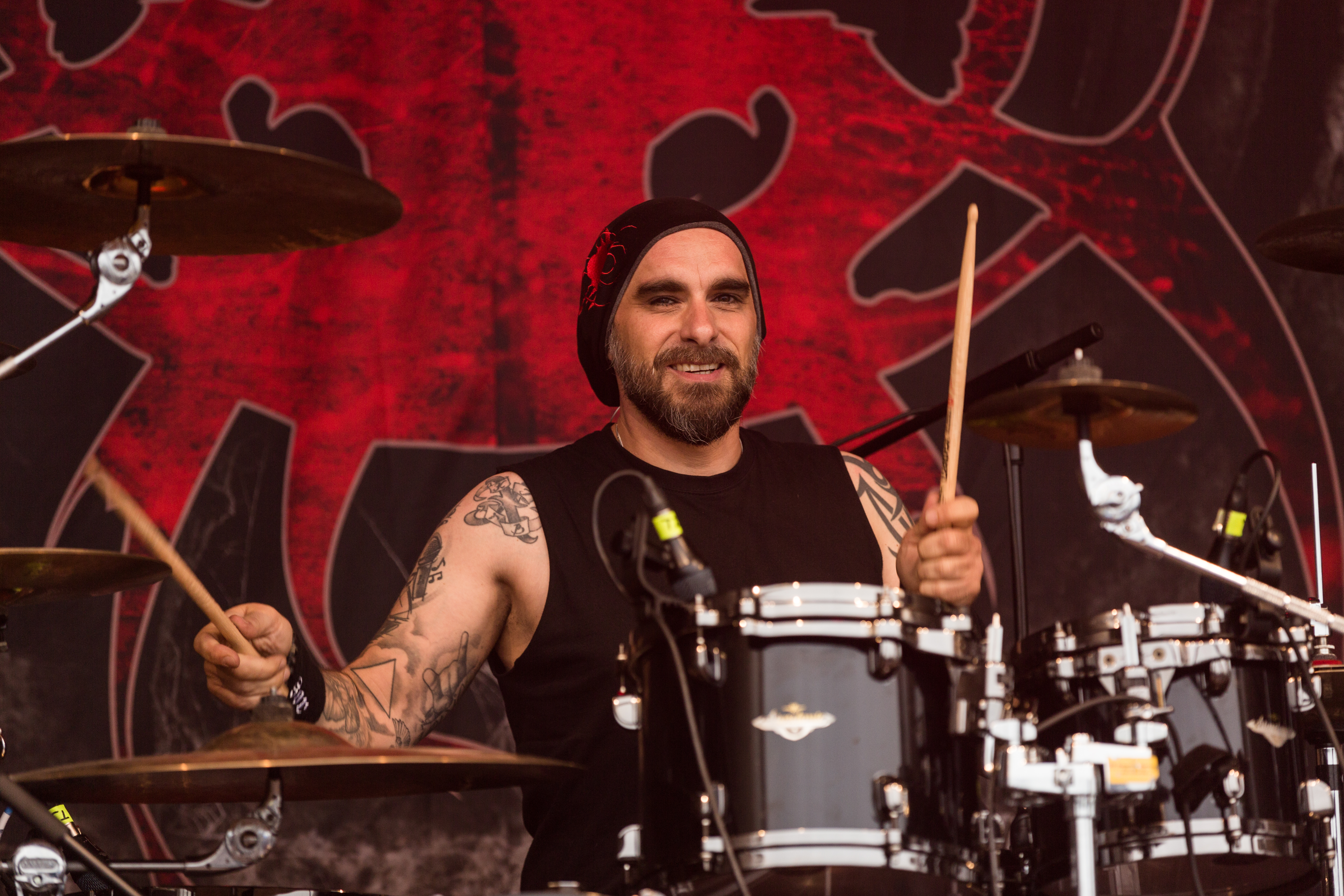
Vassilios Maniatopoulos beim Metal Frenzy Festival 2017.

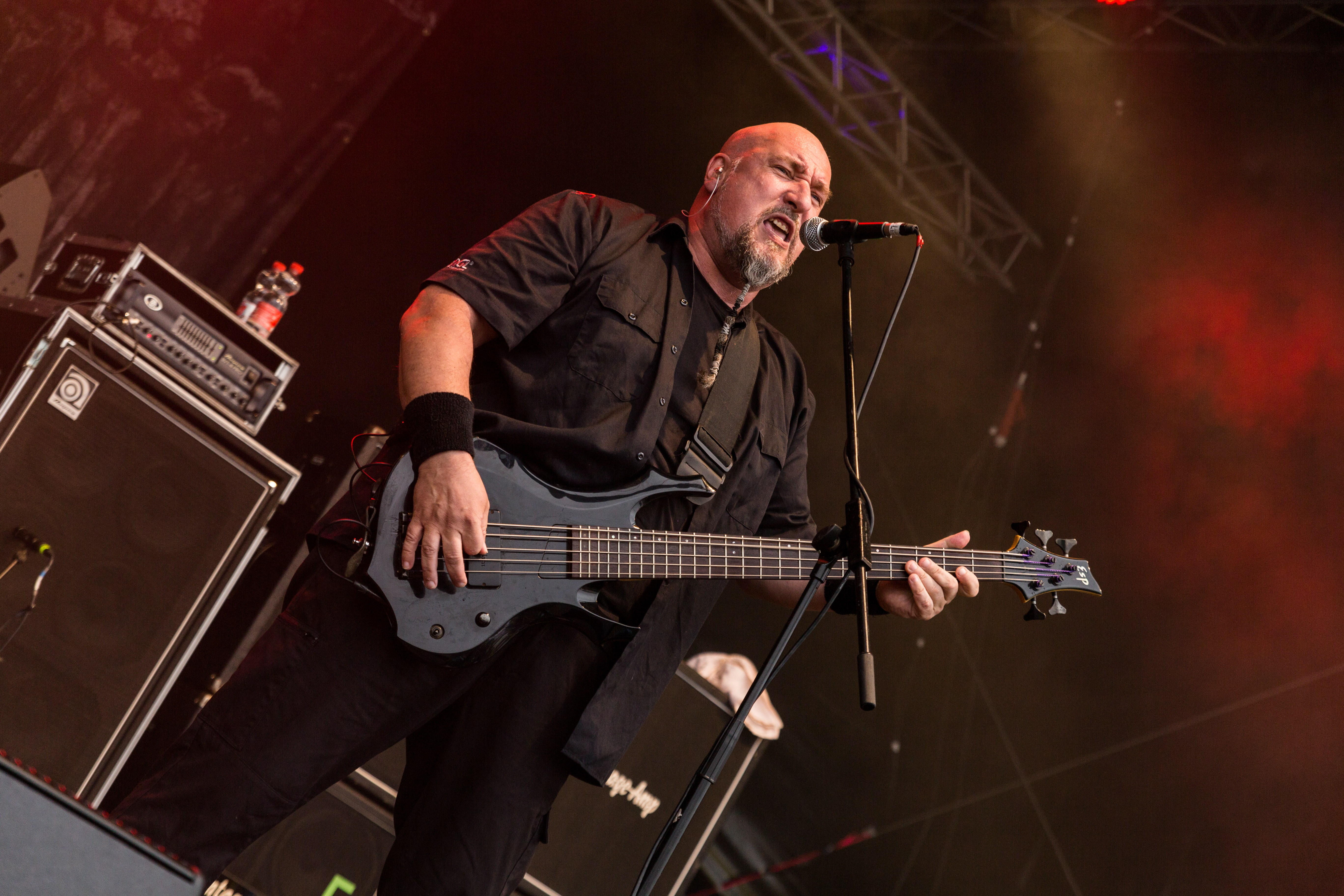
Peter Wagner beim Metal Frenzy Festival 2017.

Rage (englisch rage [ɹeɪdʒ] „Wut“) ist eine deutsche Power-Metal-Band aus Herne in Nordrhein-Westfalen, die seit 1984 besteht.

## Mitglieder
Peter „Peavy“ Wagner (Sänger und Bassist) ist das einzige verbliebene Gründungsmitglied. Seit Juni 2015 ist Vassilios „Lucky“ Maniatopoulos (Schlagzeug) dabei. Die lange Jahre typische Dreierformation der Band wurde im Juni 2020 durch den Einstieg der beiden Gitarristen Stefan Weber und Jean Bormann wieder zu einer Vierer-Besetzung, so wie es von der Gründung bis ins Jahr 1999 zuletzt der Fall gewesen war.
Seit Juli 2023 hat Stefan Weber laut offizieller Band Homepage aus gesundheitlichen Gründen im Einvernehmen mit der Band eine Pause unbestimmter Zeit genommen.

## Geschichte
Die Band wurde 1982 von Ex-Steeler-Schlagzeuger Jan Yildiral, Jochen Schroeder und Alf Meyerratken unter dem Namen Avenger gegründet. Nach dem Ausstieg von Jan Yildiral schloss sich Jörg Michael als Schlagzeuger und Peter „Peavy“ Wagner als Sänger und Bassist der Band an. Im Jahr 1986 musste die Gruppe auf Bestreben der Plattenfirma Noise Records umbenannt werden, da es in Großbritannien bereits eine gleichnamige Band gab. Eigentlich wurde Furious Rage als neuer Bandname ausgewählt, doch strich die neue Plattenfirma Noise Records im Zuge der Veröffentlichung des 1986er Albums Reign of Fear das Wort „furious“ aus dem Bandnamen. Der Bandname Rage blieb seitdem bestehen. Nach dem nationalen Durchbruch mit ihrem 1988er Album Perfect Man gelang der Band 1992 mit dem Album Trapped! auch der internationale Durchbruch – vor allem in Japan, wo Rage im selben Jahr zum ersten Mal auf Tour gingen.
Nachdem die Band zuvor bereits in einzelnen Liedern mit klassischen Elementen experimentiert hatte, wurde im Jahr 1996 ein Klassik-Projekt zu einem überraschenden Erfolg: Die Band nahm mit dem Prager Symphonieorchester ein Album auf, das unter dem Titel Lingua Mortis veröffentlicht wurde und als das erste Klassik-Metal-Crossover einer deutschen Band gilt. Basierend darauf und mit der Unterstützung des BMG-Labels GUN Records folgten in der zweiten Hälfte der 1990er Jahre weitere orchestrierte Alben (XIII und Ghosts), mehrere Auftritte sowie eine gesamte Tour mit Orchester und ein knapp zweistündiger Auftritt im Rockpalast 1998.
Während der Arbeiten am 1999er Album Ghosts sah sich Bandleader Wagner mit dem plötzlichen Ausstieg Sven Fischers sowie der Efthimiadis-Brüder Spiros und Christos konfrontiert, ebenso nahm der zu diesem Zeitpunkt als inoffizielles Bandmitglied geltende Arrangeur und Keyboarder Christian Wolff seinen Hut. Diese vier hoben die Alternative-Rock-Band Sub7even aus der Taufe. Wagner holte zuerst den bis dato in Deutschland fast unbekannten Victor Smolski in die Band, welcher durch seine Gitarrenspuren Ghosts komplettierte, und kehrte mit dem Engagement von Schlagzeuger Mike Terrana zum klassischen Dreier-Line-Up der frühen 1990er Jahre zurück.
Im Jahr 2001 machten Rage ein weiteres Mal bei einem großen Publikum auf sich aufmerksam, als das von Victor Smolski komponierte Lied Straight to Hell vom Album Welcome to the Other Side als Soundtrack für den Film Der Schuh des Manitu von Michael Herbig ausgewählt wurde, um die Schlüsselszene zu untermalen, in der Sky du Mont als Schurke Santa Maria zum ersten Mal in Erscheinung tritt. Dieses Metalriff war 2004 auch in Herbigs nächstem Film (T)Raumschiff Surprise – Periode 1 zu hören und wurde seitdem mehrfach von Stefan Raab als Soundkulisse bei Wok-Weltmeisterschaften oder Stockcar-Rennen eingesetzt.
Rage feierten im Jahr 2004 ihr 20-jähriges Bestehen. Aus diesem Anlass wurde im Januar 2004 in der Zeche Bochum ein über zweistündiges Konzert mit Liedern aus allen Epochen der Bandgeschichte aufgezeichnet, welches im November 2004 unter dem Titel From the Cradle to the Stage von dem deutschen Plattenlabel SPV als Doppel-Live-CD/DVD veröffentlicht wurde. Nach einem weiteren Wechsel zum Plattenlabel Nuclear Blast griff die Band im Album Speak of the Dead (2006) die Klassik erneut auf und knüpfte mit der über 20-minütigen Suite Lingua Mortis wieder an die orchestrale Periode der Bandgeschichte an. Dank guter Beziehungen von Victor Smolski wurden die klassischen Teile vom belarussischen Symphonie-Orchester der Stadt Minsk eingespielt.
Im Dezember 2006 gaben Rage den Ausstieg von Mike Terrana bekannt, der zu Masterplan wechselte. Der Grund dafür war laut Bericht auf der Band-Homepage, dass die persönlichen und musikalischen Interessen zu weit voneinander abgewichen waren. Terrana wurde am 1. Januar 2007 durch André Hilgers von Axxis ersetzt. Im Jahr 2008 erschien das Album Carved in Stone. Nachdem Rage bereits Anfang 2008 in der Fernsehshow TV total zu Gast waren, vertraten die Mitglieder im Februar 2009 das Bundesland Nordrhein-Westfalen beim Bundesvision Song Contest, wo sie mit dem Lied Gib dich nie auf den 3. Platz belegen konnten. Im Februar 2010 erschien das Album Strings to a Web. Zwei Jahre später, am 24. Februar 2012, wurde das Album 21 veröffentlicht, welches das 21. Album der Band ist.
Im Jahr 2013 gründeten die Mitglieder das Orchesterprojekt Lingua Mortis Orchestra und veröffentlichten am 2. August 2013 das Debütalbum LMO. Es ist ein Konzeptalbum und beschäftigt sich mit der Hexenverfolgung in Gelnhausen, insbesondere der Leidensgeschichte der Elisabeth Strupp.
In einer Pressemitteilung vom 4. Februar 2015 gab die Band bekannt, dass Victor Smolski und André Hilgers aus der Band ausscheiden. Als Grund werden „musikalische und persönliche Veränderungen“ genannt. Smolski wird das Lingua Mortis Orchestra fortführen, jedoch unter neuem Namen und ohne Peavy. Dieser hatte zwischenzeitlich mit seinen ehemaligen Rage-Kollegen Manni Schmidt und Christos Efthimiadis die Band Refuge gegründet, welche als Liveband Rage-Songmaterial aus dem entsprechenden Zeitraum (1987–1993) spielen wird.
Rage selbst wurde parallel dazu von Peavy zusammen mit Marcos Rodriguez und Vassilios „Lucky“ Maniatopoulos fortgeführt. Beide sind seit ihrer Kindheit selbst Rage-Fans gewesen und wurden von Peavy persönlich eingeladen der Band beizutreten. Offiziell vorgestellt wurden beide im Juni 2015. Rodriguez war bereits 2014 mit seiner Band Soundchaser als Vorgruppe für Rage auf Tour. Maniatopoulos ist außerdem als Sänger bei Tri State Corner aktiv, wo auch sein früherer Mentor und ehemaliger Rage-Drummer Christos Efthimiadis Mitglied ist. Der erste Liveauftritt in der neuen Formation fand am 14. November auf dem Metal Hammer Paradise 2015 im Ferienpark Weißenhäuser Strand statt. Die erste Veröffentlichung der neuen Besetzung war die EP My Way im Januar 2016, das Album The Devil Strikes Again erschien am 10. Juni 2016. Ergänzt wurde das Werk dieses Besetzungsabschnitts durch Albenveröffentlichungen 2017 (Seasons of the Black) und im Februar 2020 (Wings of Rage). Auf diesem Album findet sich mit dem Track HTTS 2.0 unter anderem eine Neueinspielung des Live-Zugaben-Klassikers Higher than the Sky.
Mit der Veröffentlichung einer Neueinspielung von The Price of War am 12. Juni 2020 (ursprünglich veröffentlicht 1995 auf dem Album Black in Mind) als Single und Musikvideo stellt die Band ihre aktuelle Besetzung vor, die nach dem Ausstieg des Gitarristen Marcos Rodriguez um zwei neue Gitarristen (Stefan Weber (ex-Axxis) und Jean Bormann (AngelInc, Rage & Ruins)) wieder auf eine Stärke von vier Mitgliedern erweitert wurde. Über diese Rückkehr zur ursprünglichen Besetzungsart habe die Band bereits zuvor längere Zeit nachgedacht.

## Stil
Auf den ersten Rage-Alben sang Peter Wagner noch sehr hoch und die Lieder waren eher im Speed-Metal-Bereich angesiedelt. Seit dem Album The Missing Link ist der Gesang immer tiefer geworden. Nach dem Album Black in Mind wurde ein wesentlich ruhigerer Stil eingeschlagen. Dieser wurde bis zur Neubesetzung gehalten. Ab Welcome to the Other Side spielten Rage wieder Power Metal. Nach dem Einstieg von Victor Smolski wurde der Stil progressiver und ist technisch anspruchsvoller. Carved in Stone ging dann wieder in die Richtung der früheren Alben wie Black in Mind oder The Missing Link. 21 ist ähnlich wie Carved in Stone im Stil der früheren Alben gehalten, wobei das Lied Serial Killer im Death-Metal-Bereich angesiedelt ist.
Nach der Trennung von Victor Smolski im Jahr 2015 folgte eine endgültige Rückbesinnung zum ursprünglichen Stil der Band, untermauert unter anderem durch einige Neuaufnahmen von Stücken aus früheren Schaffensperioden (Higher than the Sky, The Price of War).

Rage, Live im Backstage Werk, München 2016
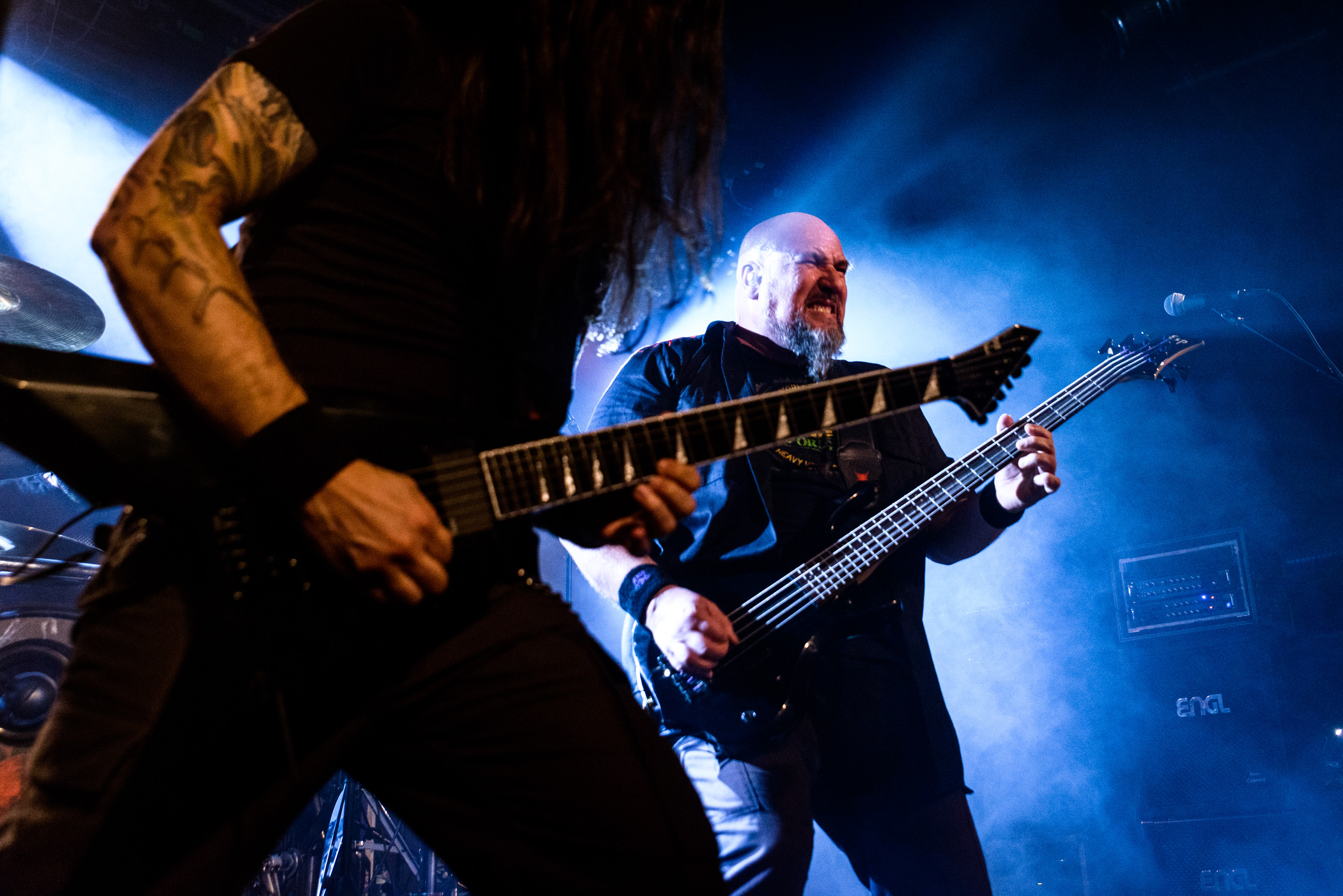
Peter „Peavy“ Wagner
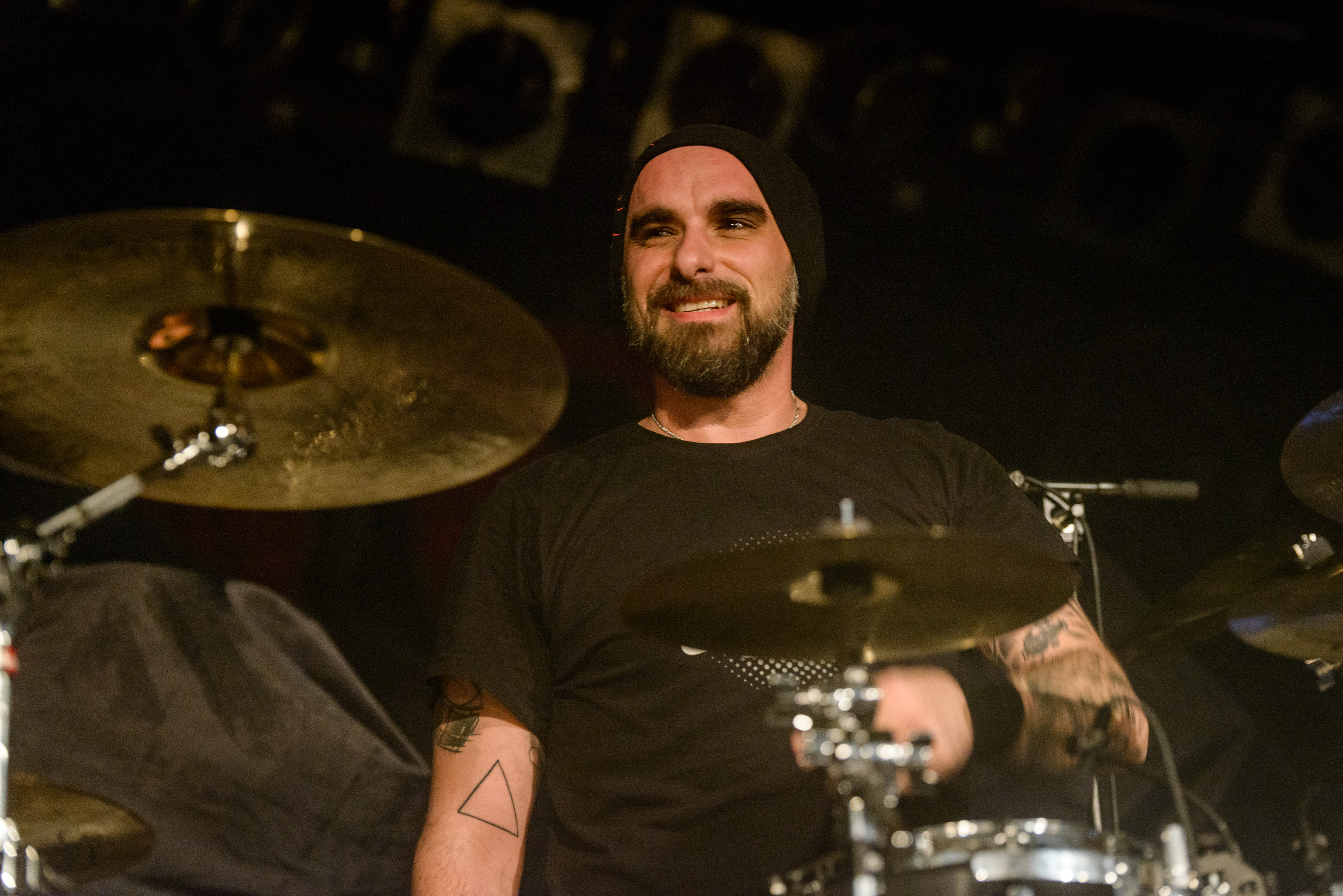
Vassilios „Lucky“ Maniatopoulos

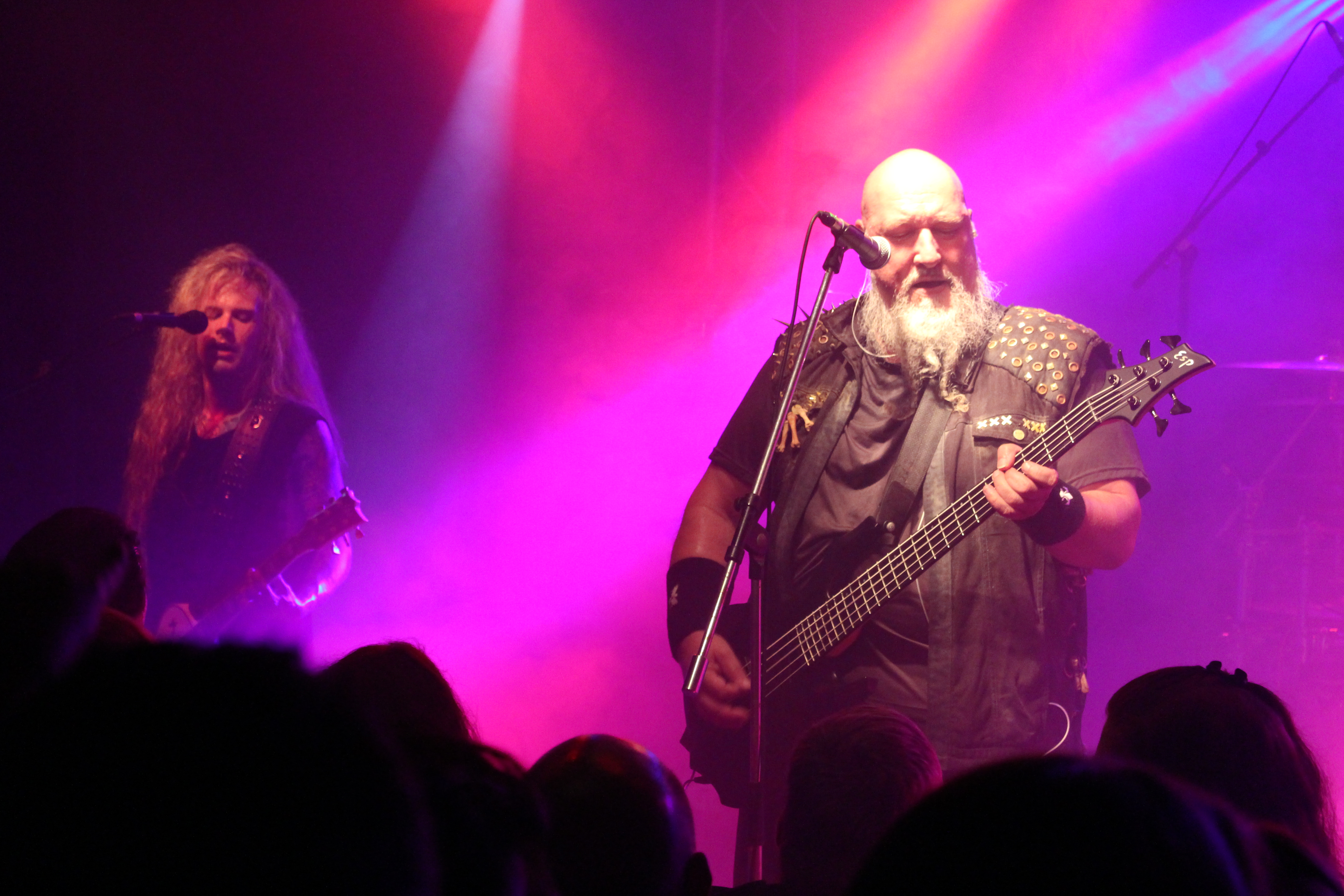
Rage im Musikclub 7er in Mannheim (2022)

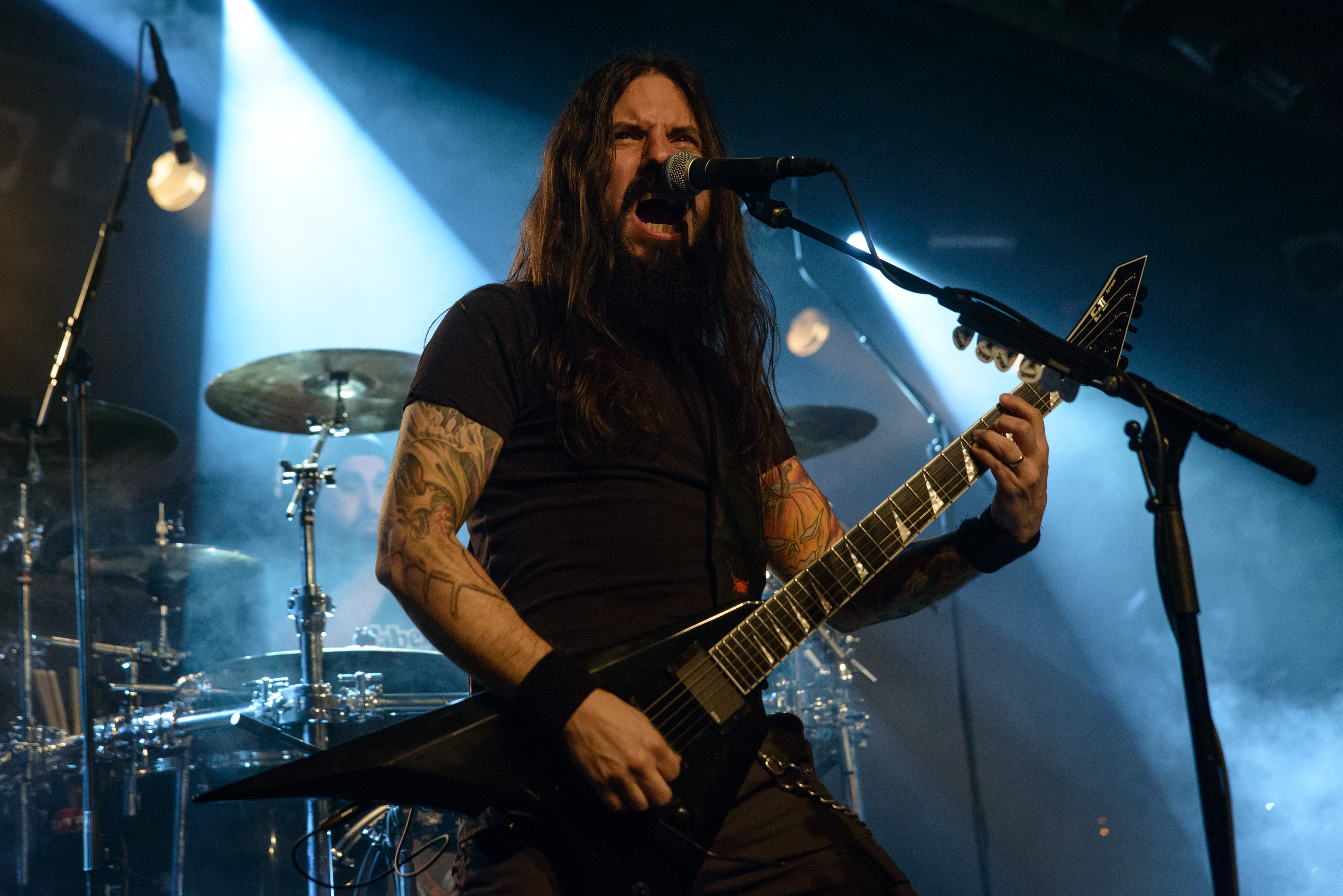
Marcos Rodriguez
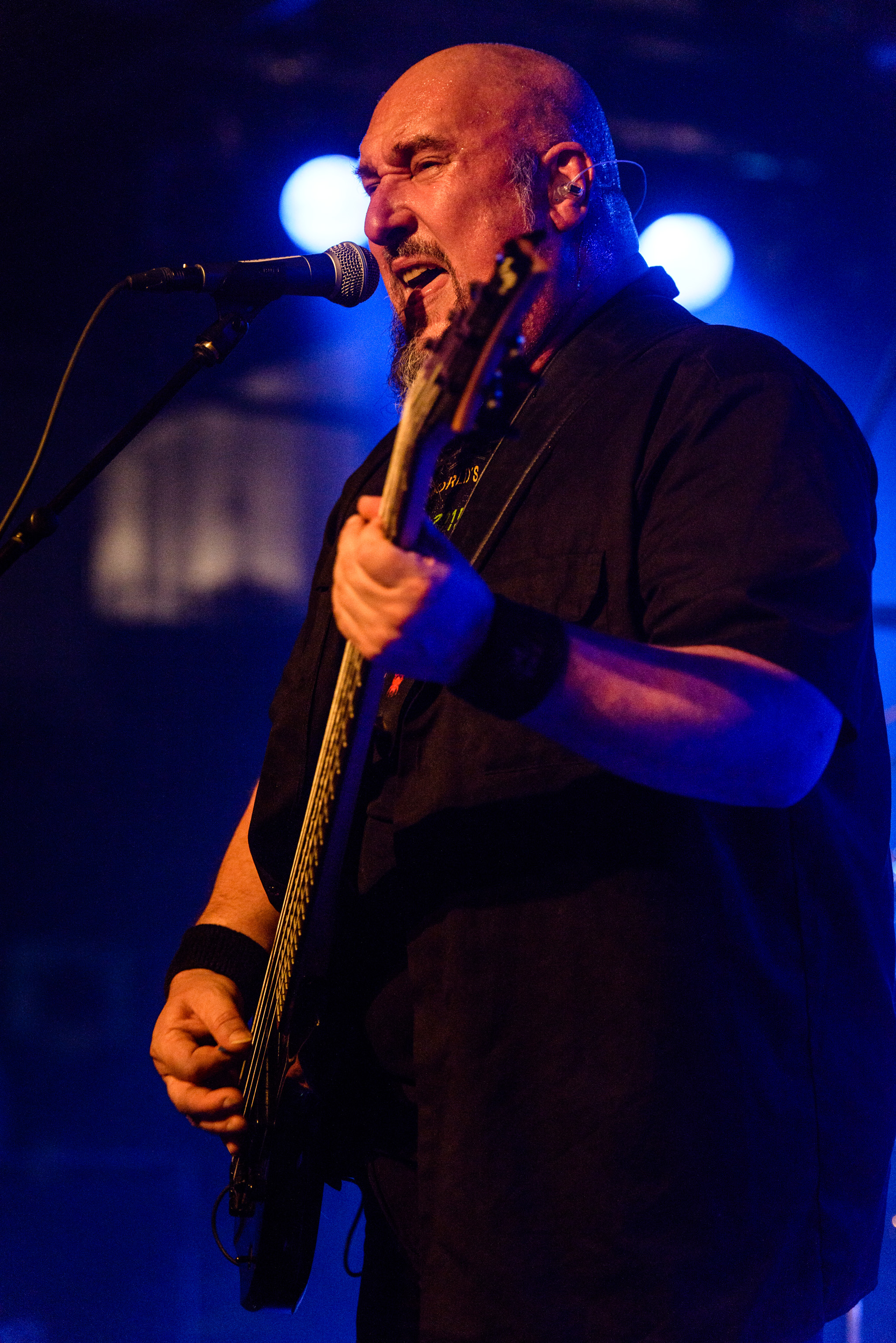
Peter „Peavy“ Wagner

## Diskografie
Studioalben

| Jahr | Titel Musiklabel                       | Höchstplatzierung, Gesamtwochen, AuszeichnungChartplatzierungen (Jahr, Titel, Musiklabel, Platzierungen, Wochen, Auszeichnungen, Anmerkungen) | Höchstplatzierung, Gesamtwochen, AuszeichnungChartplatzierungen (Jahr, Titel, Musiklabel, Platzierungen, Wochen, Auszeichnungen, Anmerkungen) | Höchstplatzierung, Gesamtwochen, AuszeichnungChartplatzierungen (Jahr, Titel, Musiklabel, Platzierungen, Wochen, Auszeichnungen, Anmerkungen) | Anmerkungen                                                             |
| Jahr | Titel Musiklabel                       | DE | AT | CH | Anmerkungen                                                             |
| ---- | -------------------------------------- | --- | --- | --- | ----------------------------------------------------------------------- |
| 1985 | Prayers of Steel Wishbone Records      | — | — | — | Erstveröffentlichung: 1. Mai 1985 als Avenger                           |
| 1986 | Reign of Fear Noise Records            | — | — | — | Erstveröffentlichung: 12. Mai 1986                                      |
| 1987 | Execution Guaranteed Noise Records     | — | — | — | Erstveröffentlichung: 11. Mai 1987                                      |
| 1988 | Perfect Man Noise Records              | — | — | — | Erstveröffentlichung: 6. Juni 1988                                      |
| 1989 | Secrets in a Weird World Noise Records | — | — | — | Erstveröffentlichung: 25. August 1989                                   |
| 1990 | Reflections of a Shadow Noise Records  | — | — | — | Erstveröffentlichung: 4. Dezember 1990                                  |
| 1992 | Trapped! Noise Records                 | — | — | — | Erstveröffentlichung: 1. April 1992                                     |
| 1993 | The Missing Link Noise Records         | — | — | — | Erstveröffentlichung: 1. August 1993                                    |
| 1995 | Black in Mind Gun Records              | DE83 (4 Wo.)DE | — | — | Erstveröffentlichung: 22. Mai 1995                                      |
| 1996 | Lingua Mortis Gun Records              | — | — | — | Erstveröffentlichung: 15. April 1996 mit dem Prager Symphonieorchester  |
| 1996 | End of All Days Gun Records            | DE75 (4 Wo.)DE | — | — | Erstveröffentlichung: 9. September 1996                                 |
| 1998 | XIII Gun Records                       | DE21 (6 Wo.)DE | — | — | Erstveröffentlichung: 23. März 1998                                     |
| 1999 | Ghosts Gun Records                     | DE31 (2 Wo.)DE | — | — | Erstveröffentlichung: 4. Oktober 1999                                   |
| 2001 | Welcome to the Other Side Gun Records  | DE38 (2 Wo.)DE | — | — | Erstveröffentlichung: 26. Februar 2001                                  |
| 2002 | Unity SPV/Steamhammer                  | DE46 (2 Wo.)DE | — | — | Erstveröffentlichung: 13. Mai 2002                                      |
| 2003 | Soundchaser SPV/Steamhammer            | DE54 (1 Wo.)DE | — | — | Erstveröffentlichung: 7. Oktober 2003                                   |
| 2006 | Speak of the Dead Nuclear Blast        | DE58 (1 Wo.)DE | — | — | Erstveröffentlichung: 24. März 2006                                     |
| 2008 | Carved in Stone Nuclear Blast          | DE24 (2 Wo.)DE | AT63 (1 Wo.)AT | CH92 (1 Wo.)CH | Erstveröffentlichung: 22. Februar 2008                                  |
| 2010 | Strings to a Web Nuclear Blast         | DE27 (3 Wo.)DE | — | CH80 (1 Wo.)CH | Erstveröffentlichung: 5. Februar 2010                                   |
| 2012 | 21 Nuclear Blast                       | DE27 (2 Wo.)DE | AT62 (1 Wo.)AT | CH52 (1 Wo.)CH | Erstveröffentlichung: 24. Februar 2012                                  |
| 2013 | LMO Nuclear Blast                      | DE24 (3 Wo.)DE | — | CH43 (2 Wo.)CH | Erstveröffentlichung: 2. August 2013 Lingua Mortis Orchestra feat. Rage |
| 2016 | The Devil Strikes Again Nuclear Blast  | DE37 (1 Wo.)DE | — | CH47 (1 Wo.)CH | Erstveröffentlichung: 10. Juni 2016                                     |
| 2017 | Seasons of the Black Nuclear Blast     | DE25 (2 Wo.)DE | — | CH43 (1 Wo.)CH | Erstveröffentlichung: 28. Juli 2017                                     |
| 2020 | Wings of Rage Steamhammer              | DE23 (1 Wo.)DE | — | CH26 (1 Wo.)CH | Erstveröffentlichung: 10. Januar 2020                                   |
| 2021 | Resurrection Day Steamhammer           | DE14 (2 Wo.)DE | AT62 (1 Wo.)AT | CH38 (1 Wo.)CH | Erstveröffentlichung: 17. September 2021                                |
| 2024 | Afterlifelines Steamhammer             | DE14 (2 Wo.)DE | AT12 (1 Wo.)AT | CH18 (1 Wo.)CH | Erstveröffentlichung: 29. März 2024                                     |